# Liste der Naturdenkmale in Mürlenbach
Die Liste der Naturdenkmale in Mürlenbach nennt die im Gemeindegebiet von Mürlenbach ausgewiesenen Naturdenkmale (Stand 4. Juni 2024).

## Naturdenkmale
| Nr.         | Bezeichnung               | Lage                                                                   | Beschreibung                                                        | Bild                                    |
| ----------- | ------------------------- | ---------------------------------------------------------------------- | ------------------------------------------------------------------- | --------------------------------------- |
| ND-7233-205 | Ilexgruppe im Salmwald    | Mürlenbach, östlich des Ortes; Abteilung Am Salmerweg Lage             | Bestand von Ilex aquifolium; flächenhaftes Naturdenkmal, ca. 0,1 ha | Direkt Bild zu diesem Denkmal hochladen |
| ND-7233-146 | Hochmoor bei Weißenseifen | Weißenseifen, östlich des Ortes; Flur Aufm Weißenseifen oberm Weg Lage | Hoch- und Quellmoor; flächenhaftes Naturdenkmal, ca. 4 ha           | Direkt Bild zu diesem Denkmal hochladen |